# Sorex milleri
{{#ifeq:0|0|{{#if:Sorex milleri|{{#if:|[[]}}|[[]]}}}}
Sorex milleri — вид роду мідиць (Sorex) родини мідицевих.

## Поширення
Країни проживання: Мексика. Зустрічається від 2400 м до 3700 м над рівнем моря в сирих затінених ділянках сосново-осикового рідколісся. 

## Звички
Живиться в основному комахами. 

## Загрози та охорона
Вирубка лісів, видобуток корисних копалин і надмірний випас худоби за межами охоронних територій є основними загрозами. Цей вид зустрічається в 2 охоронних територіях.